# قطار المنطقة الشرقية - الرياض
قطار الرياض - المنطقة الشرقية هي شبكة خطوط حديدية يبلغ مجموع أطوالها حوالي 1418 كيلومتراً، تربط ميناء الملك عبد العزيز في الدمام ومدينة الدمام نفسها (على الساحل الشرقي للمملكة) بالعاصمة الرياض (وسط المملكة) مروراً بمحافظة بقيق ومحافظة الأحساء ومركز حرض ومركز التوضحية بمحافظة الخرج.
كما تتفرع من خطوط المؤسسة الرئيسة، خطوط فرعية تربط بعض المناطق الصناعية والزراعية والمواقع العسكرية بموانئ التصدير والمناطق السكانية، وهي تعتبر أقدم شبكة سكك حديدية دخلت الخدمة بالمملكة العربية السعودية في 1951م ، أما خط حديد الحجاز توقف عن العمل في أثناء الثورة العربية الكبرى عام 1916م وتحول إلى متحف (متحف سكة الحجاز) بعد تعثر مشاريع محاولة إعادة احيائه بين السعودية - الأردن - سوريا - تركيا.

## أنواع الخطوط
و يشمل قطار الرياض - المنطقة الشرقية ما يلي:
- خط نقل الركاب

ويبلغ طوله 449 كيلومتراً، ويربط مدينة الرياض بمدينة الدمام مروراً بمحافظة الأحساء ومحافظة بقيق.
- خط شحن البضائع

ويبلغ طوله 569 كيلومتراً، ويبدأ من ميناء الملك عبد العزيز بالدمام لينتهي في مدينة الرياض، مروراً بمحافظة الأحساء ومحافظة بقيق ومحافظة الخرج ومركز حرض ومركز التوضحية.
- الخطوط الفرعية

ويبلغ مجموع أطوالها 400 كيلومتراً، وهي تربط بعض مواقع الإنتاج الصناعي والزراعي وبعض المواقع العسكرية بموانئ التصدير وبعض المناطق السكنية.

## البدايات ومراحل التطوير

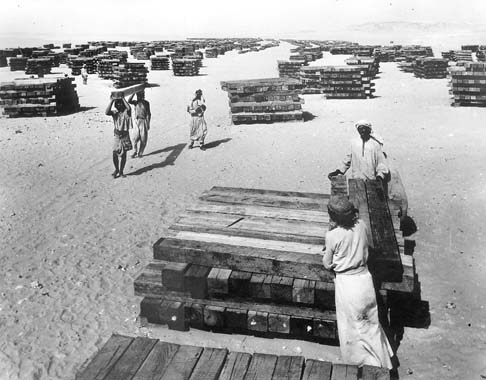
الخط أثناء التشييد، ١٩٤٧م.

انطلقت فكرة إنشاء سكة الحديد بالمملكة في منتصف الستينات الهجرية (الأربعينات الميلادية)، عندما برزت الحاجة إلى إنشاء ميناء تجاري على ساحل الخليج لنقل البضائع المستوردة عن طريقه إلى مستودعات شركة الزيت العربية الأمريكية (أرامكو). اشتملت الفكرة التي تقدمت بها شركة أرامكو لإنشاء خط للسكة الحديد من الدمام إلى الرياض على إنشاء ميناء تجاري كبير يمكنه استقبال السفن الضخمة التي تنقل مستلزمات أعمال صناعة النفط ومعداتها، فضلاً عما سيكون لهذا الميناء من فوائد جمة للاقتصاد الوطني.
وعندما عرض الأمر على الملك عبد العزيز آل سعود، يرحمه الله، أمر جلالته بتنفيذ المشروع كاملا ليصل إلى العاصمة الرياض. وتم بالفعل البدء في تنفـيذ المشروع 21 أكتوبر 1947، وفي 30 أكتوبر 1951 أُقيم احتفال رسمي بافتـتـاح الخط في الرياض بحضور الملك عبد العزيز. وظلت السكة الحديد تعمل تحت إشراف شركة أرامكو لفترة من الزمن، ثم ارتبطت بوزارة المالية وسميت مصلحة السكة الحديد. وفي 13 مايو 1966 صدر مرسوم ملكي كريم بالموافقة على النظام التأسيسي للمؤسسة العامة للخطوط الحديدية، وبمقتضاه تم تحويل السكة الحديد إلى مؤسسة عامة لها شخصية اعتبارية، يديرها مجلس إدارة، ويرسم سياساتها العامة وفقاً لأسس تجارية.
لاحظت المؤسسة أن جزءاً كبيراً من البضائع الواردة عن طريق ميناء الملك عبد العزيز بالدمام تخص موردين من منطقة الرياض أو ما جاورها. وعندما زادت واردات الميناء بالدمام بكميات كبيرة جداً بعد عام 1975، الأمر الذي أصبحت معه الطرق بين الدمام والرياض تعاني من أزمة ازدحام شديد، برزت فكرة إنشاء الميناء الجاف بالرياض ليساهم القطار في تخفيف أزمة الازدحام عن طريق تمكين مستوردي البضائع في منطقة الرياض من نقل بضائعهم على القطار مباشرة إلى الرياض حيث يتم تخليصها جمركياً وتسليمها لهم فيه.
تم افتتاح الميناء الجاف بالرياض في 24 مايو 1981، وقد شهدت أعداد الحاويات الواردة إلى الرياض عن طريق الميناء الجاف زيادات كبيرة مطردة، وزاد الإقبال على الخدمات التي يقدمها الميناء الجاف نتيجة لما لمسه العملاء من حسن الخدمة ومناسبة تكلفتها وسرعة أدائها وسهولة إجراءاتها. إذ تضاعف حجم النقل عدة مرات منذ بدء تشغيل الميناء الجاف حيث بلغ عام 1981، 21000 حاوية نمطية بالاتجاهين.